# Кипарис нутканский
Кипарис нутканский (лат. Cupressus nootkatensis) — медленнорастущее хвойное вечнозелёное дерево, встречающееся на тихоокеанском побережье Северной Америки, от Аляски до Калифорнии.  Вид семейства Кипарисовые (Cupressaceae).
Ввиду трудностей с классификацией данного вида в современной литературе встречаются несколько различных названий этого вида, среди которых (помимо Кипариса нутканского (Cupressus nootkatensis)) Каллитропсис нутканский (Callitropsis nootkatensis), Кипарисовик нутканский (Chamaecyparis nootkatensis) и Xanthocyparis nootkatensis. Отнесение вида к роду Кипарис (Cupressus), хотя и не лишенное оснований, вполне возможно, не является окончательным.

## Синонимы
Помимо научных имеет в англоязычных изданиях множество неофициальных наименований: Nootka Cypress , Yellow Cypress, Alaska Cypress. Хотя Каллитропсис нутканский и не является кедром, его также часто называют: "Nootka Cedar", "Yellow Cedar", "Alaska Cedar", "Alaska Yellow Cedar", калькированные наименования появились и в русскоязычных изданиях и интернете.

## Ареал
Северная Америка вдоль Тихоокеанского побережья.

## Описание

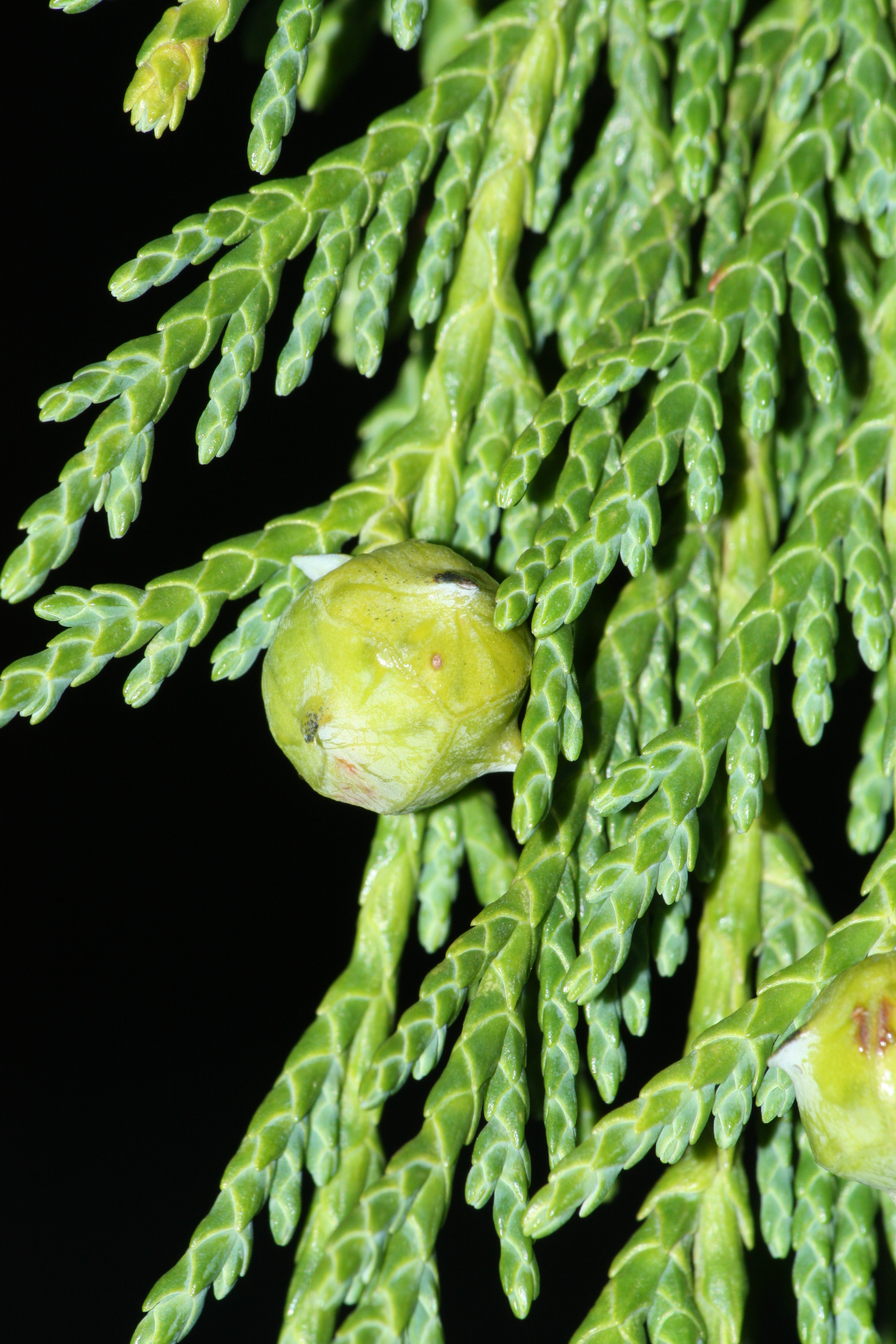

Достигает высоты 30—40 метров. Крона узкокеглевидная, сучья плотно раскидистые, свисающие. Ствол до 2 метров толщиной.
Кора коричневато-серая, отслаивается крупными пластинками.
Хвоя тёмно-зелёная, обладает неприятным запахом при растирании.
Плоскостные листья длиной 1,5—3 мм, шириной 1—1,5 мм, от узкоромбических до ланцетных, на спинке килеватые, на верхушке внезапно заострённые. Боковые листья почти вдвое крупнее.
Мужские цветки жёлтые.
Шишки шаровидные, в диаметре 10—12 мм, пурпурно-коричневые, созревают на второй год. Семена без смоляных железок.

## В культуре

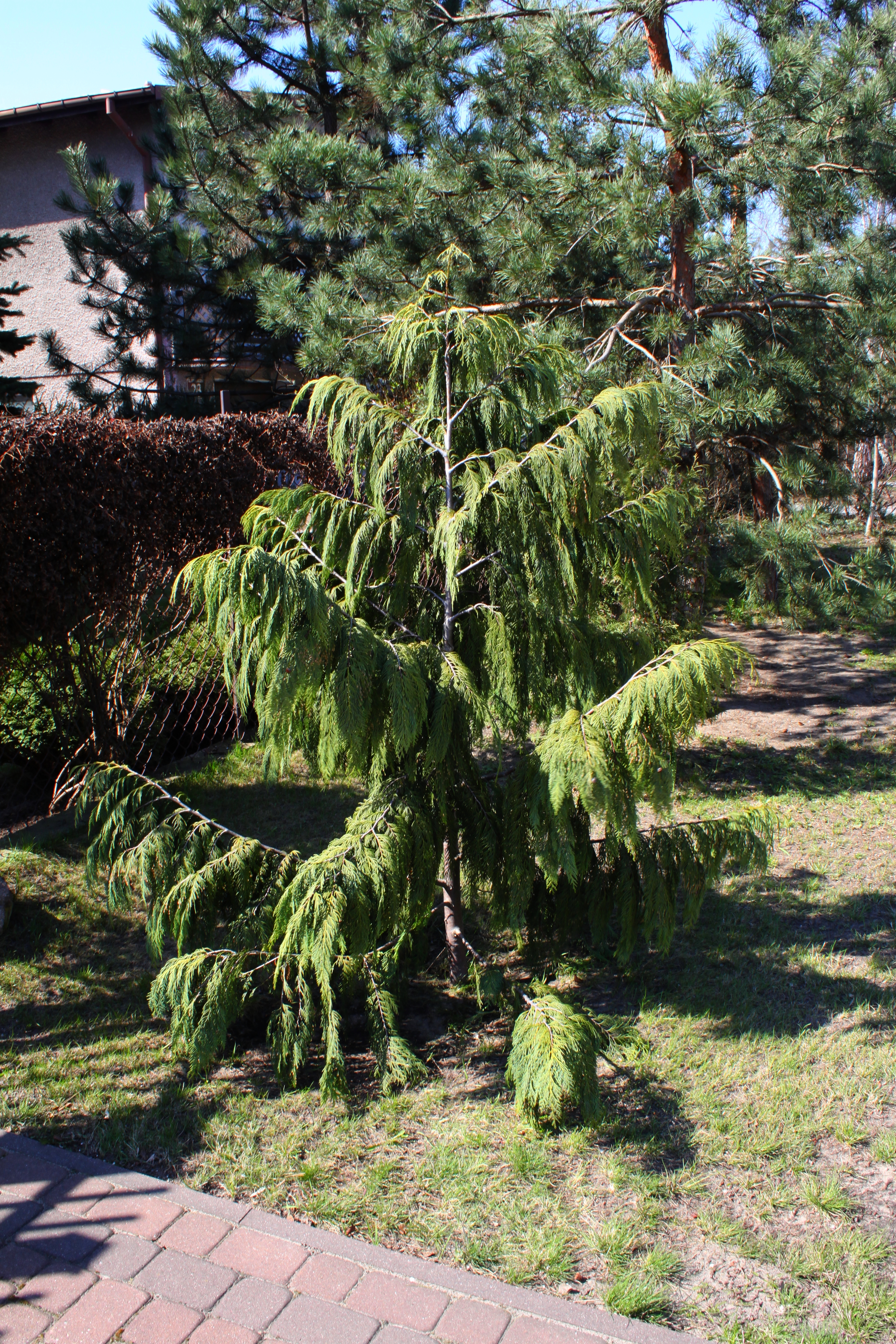
Chamaecyparis nootkatensis 'Pendula'

В Западную Европу интродуцирован в 1850 году.
Растёт медленно (в Ростове-на-Дону в возрасте 35 лет имел высоту 7 метров, диаметр ствола 16 см), теневынослив, довольно морозостоек (более, чем Кипарисовик Лавсона). Вполне морозостоек на Украине. Нуждается в высокой влажности воздуха.
Районы возможного использования: юго-запад Прибалтики, Калининградская область, Западная Белоруссия, Украина, южная часть лесостепи и степи (на влажных участках или при поливе) европейской части РСФСР, в Крыму и на Кавказе до среднегорной части.
Максимальная продолжительность жизни 500—600 лет.

## Декоративные формы

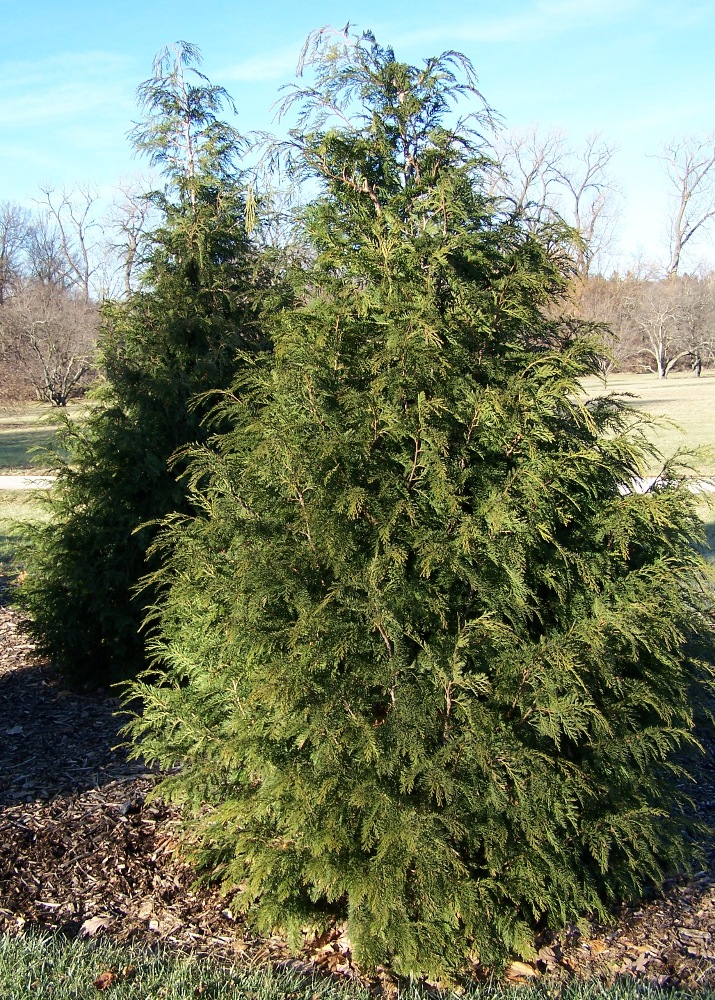
Chamaecyparis nootkatensis 'Sullivan'

- 'Glauca'. Крона узкоконическая. Растение впервые было получено из семян[3]. Высота 15—20 м, диаметр кроны 5—6 м. Кора коричневато-серая. Хвоя чешуйчатая, колючая, голубовато-зелёная. Годовой прирост в высоту 25—30 см, в ширину 15 см. Растет относительно медленно[10]. Плодоносит маловсхожими семенами, поэтому чаще всего размножается черенками[3]. Светолюбива, но может выносить небольшое затенение. К почвам нетребовательна, но не переносит сухих и известковых почв. В средней полосе России морозостойка, но в суровые зимы может подмерзать[10]. От вида отличается более мощными, толстыми, часто тяжело свешивающимися ветвями. Иголки яркие, голубовато-зелёные. Отличается обильным плодоношением. Известна с 1858 года[11]. Встречается в Прибалтике (Рига), на Украине (Весёло-Боковеньковский парк, Киев, Мелитополь, Устимовский парк), на Южном берегу Крыма (Никитский ботанический сад) и на Черноморском побережье Кавказа (Сочи, Адлер) в Волгограде в Центральном районе имеются 2 дерева в теневой части здания (северо-западная сторона) с поливом рост 1,5 - 2 метра за 10 лет, растения плодоносят в культуре, учебного корпуса полицейского ВУЗа. Применяется на западе Прибалтики, в Западной Белоруссии, Юго-Западной и Закарпатской Украине, Крыму (более влажные места)[3].
- 'Pendula'. Плакучая форма. Ствол прямой, высотой до 15 метров. Макушка свисающая. Сучья далеко отстоящие друг от друга, косо поникающие. Ветви вертикальные, но концы их поникшие. Хвоя тёмно-зелёная, мелкая, блестящая. Засухоустойчива, дымостойка. Мало повреждается насекомыми. По сообщению Ден Оудена, возникла в 1884 году в Наарден (Голландия). Одна из лучших плакучих форм хвойных растений. Размножают прививкой, черенками[10].
- 'Аurea' (lutea). Внешность, как у вида, но высота до 5 м. Веточки и листья светло-жёлтые, позднее светло-зелёные. Известна с 1891 года.
- 'Аureovariegata'. Как и предыдущая форма; молодые побеги жёлто-пёстрые. Известна с 1875 года.
- 'Сolumnaris'. Форма строго колоннообразная. Сучья горизонтально отстоящие. Ветви и веточки свешивающиеся, сильно плодоносящие. Листья тёмно-зелёные. Обнаружена до 1909 года.
- 'Сompacta'. Карликовая форма, приземистая, плотно кустистая, высотой до 1 метра. Ветви малочисленные, 5—10 см длиной, прямые. Иголки сжатые, тонкие, мелкие, светло-зелёные. Известна с 1873 года.
- 'Реndula Variegata'. Как и обычная форма «Реndula», но интенсивно бело-пёстрая.
- 'Variegata'. Похожа на вид, но слабее. Веточки, с белым отливом. Листья голубовато-зеленые. Известна с 1873 года.
- 'Viridis'. Форма слабоколоннообразная. Ветви слегка поникшие. Иголки светло-зеленые. Известна с 1867 года[11].